# Joey Mead King
Joey Mead King (Manila, 12 de septiembre de 1976) es modelo y presentadora de televisión de origen filipino - iraní. Presentadora de actualidad, estilo de vida, moda, pasarela y mentora / co-juez modelo en el reality show popular, Next Top Model de Asia, ciclos dos y tres. Fue incluida como una de las 100 mujeres de la BBC durante 2018.

## Primeros años
Mead nació en Filipinas. Su madre, Josephine del Pilar-Mead, es filipina. Su padre biológico es de ascendencia iraní. Cuando tenía 4 años, ella y su madre se establecieron en Adelaida, Australia, con su padrastro australiano Leslie Bertram Mead. Se crio en el sur de Australia hasta sus primeros años de adolescencia.

## Carrera
Comenzó su carrera de modelo a los 15 años, mientras vivía en Manila, luego en Bangkok y Hong Kong. Aprendió tonos de acento australianos y estadounidenses de vivir en Australia y Asia, Joey ha adaptado su talento para imitar acentos en el trabajo, convirtiéndola en un popular talento en vivo y talento de voz. Capaz de cambiar de acentos filipinos, australianos, sudafricanos, estadounidenses a británicos. 
Actualmente radicada en Filipinas, [cita requerida] Mead puede hablar tagalo básico y entiende tagalo. 
Ella era un video jockey para Channel V International en Hong Kong desde 1996 hasta 2000. Apareció en más de 30 portadas de revistas filipinas. Ha realizado numerosos anuncios de televisión, campañas publicitarias y portadas de revistas en Singapur, Malasia, Tailandia, Japón e Indonesia. Ha vivido y trabajado en Nueva York como modelo de Ford y actualmente está con Ford en Los Ángeles y San Francisco. 
Posó desnuda para el álbum de portada de Sticker Happy de la banda Eraserheads. 
Joey Mead King fue la primera modelo filipina en liderar en un anuncio de Head & Shoulders y un comercial de automóviles Lexus que ambos se emitieron en Canadá. 

En 2008, una foto de Mead con la bandera filipina como body de cuerpo en la portada de una revista causó revuelo en los medios locales. En su defensa, Mead dijo: 
 Sí, llevaba una representación de la bandera de Filipinas en la portada de una revista. Esta imagen para mí es algo inspirador, de la misma manera que las marcas deportivas han producido sus chaquetas deportivas y zapatos de edición limitada inspirados en la bandera de Filipinas. Es la misma lógica por la cual las personas se ponen tatuajes de banderas o mapas filipinos en sus cuerpos... 

Cuando hayas hecho tantas portadas de revistas como yo, querrás hacer algo que signifique más para ti: esto significa mucho para mí, representa mi trabajo y no me da vergüenza la forma femenina. Quería hacer una declaración. Quería ser parte de algo que rompa las "reglas" y provoque que la gente piense y sienta... 
 Regresó a Singapur en 2005 para trabajar en el programa de entretenimiento Ebuzz en el canal de AXN. Joey entrevistó a muchas celebridades de Hollywood. 
En 2008, comenzó a trabajar como presentadora de HBO hasta 2009. Sus habilidades como anfitriona le proporcionaron ofertas de trabajo, su estilo de vida, el valor corporativo, la alfombra roja y entrevistas en vivo. 
En 2012, se anunció que sería la mentora modelo y co-juez de Next Top Model de Asia durante 3 ciclos. 
En 2017, se anunció que sería la coanfitrión de Steve Harvey junto con Olivia Jordan, segunda finalista de Miss Universo 2015, para el concurso Miss Universo 2016 que se llevaría a cabo en el Mall of Asia Arena el 30 de enero de 2017. 
The Kings, un programa sobre Angelina Mead King y su esposa modelo-anfitriona, Joey Mead King, se estrenó en junio de 2017 en TLC, el canal de viajes y estilo de vida de DNAP.

## Vida personal
Defensora de los animales de PAWS Filipinas, Joey es partidaria de los derechos de los animales y la lucha contra la crueldad animal. Regresó a Filipinas en 2007. Se casó con un empresario chino filipino, el director gerente de Victoria Court y el entusiasta del automóvil Ian King en noviembre de 2011.
El 2 de julio de 2016, su esposo Ian anunció en Instagram que ahora es una mujer transgénero, que desea ser conocida como Angelina Mead King.